# 1582 en science
| Années de la science : 1579 - 1580 - 1581 - 1582 - 1583 - 1584 - 1585    |
| Décennies de la science : 1550 - 1560 - 1570 - 1580 - 1590 - 1600 - 1610 |

Cet article présente les faits marquants de l'année 1582 en science.

## Événements
- 24 février : bulle papale Inter gravissimas instaurant le calendrier grégorien[1].
- 4 octobre (du calendrier julien) : mise en place du calendrier grégorien en Italie, en Péninsule Ibérique, et en Pologne (passage du jeudi 4 au vendredi 15)[1].
- 9 décembre (du calendrier julien) : adoption du calendrier grégorien par la France (passage du dimanche 9 au lundi 20)[1].

## Publications
- Richard Hakluyt, géographe anglais  : Divers Voyages Touching the Discoverie of America and the Ilands Adjacent unto the Same, Made First of All by Our Englishmen and Afterwards by the Frenchmen and Britons: With Two Mappes Annexed Hereunto, [Thomas Dawson] pour T. Woodcocke, Londres, 1582  in-quarto ; traduit en français Principales navigations et les principaux voyages et trafics de la nation anglaise un compte rendu de la découverte de l'Amérique.
- Jean Liebault :
  - De sanitate, fœcunditdte et mardis mulierum, 1582, in-8°, traduit en français : Trois livres de la santé, fécondité et maladies des femmes, Paris, 1582, in-8°,
  - De cosmetica seu ornalîi et decoratione, etc., Paris, 1582, in-8° ; traduit en français sous ce titre : Trois livres de l'embellissement et ornement du corps humain, ibid., 1582, in-8°,
- Giovanni Antonio Magini : Ephemerides coelestium motuum, 1582 ;
- Ambroise Paré : Discours d'Ambroise Paré. Avec une table des plus notables matières contenues esdits discours: De la mumie; De la licorne; Des venins; De la peste. Gabriel Buon, Paris, 1582 ;
- Luca Valerio : Subtilium indagationum liber, 1582.
- Giordano Bruno :
  - De umbris idearum implicantibus artem quaerendi, Paris, 1582.
  - Cantus Circæus, Paris, 1582.

## Naissances
- 6 février : Mario Bettinus (mort en 1657), jésuite, philosophe, mathématicien et astronome italien.
- 25 décembre : Jean François (mort en 1668), jésuite et mathématicien français.

- John Bainbridge (mort en 1643), astronome anglais.
- Jean-Baptiste Baliani (mort en 1666), physicien et homme politique italien.
- John Protheroe (mort en 1624), scientifique gallois.

- Vers 1582 : Alexander Anderson (mort en 1620), mathématicien écossais.

## Décès
- 22 mars : William Bourne (né vers 1535), mathématicien et écrivain anglais.
- Jacques Peletier du Mans (né en 1517), mathématicien et poète humaniste français[2].